# Literatura lèsbica
La ficció lèsbica o la literatura lèsbica és un subgènere de ficció que conté un o més personatges principals femenins homosexuals i temes lèsbics.
Les novel·les encabides en esta categoria poden ser de qualsevol gènere, tals com, però no excloent, ficció històrica, ciència-ficció, fantasia, terror, i amor.

## Història
La primera novel·la en llengua anglesa reconeguda per contindre una temàtica lèsbica és The Well of Loneliness, de Radclyffe Hall (1928), que un tribunal britànic va trobar obscena perquè defensava "pràctiques antinaturals entre dones". El llibre va estar prohibit a la Gran Bretanya durant dècades, cosa que representa un context de censura similar al que patí Lady Chatterley's Lover, al qual també hi havia el tema d'una transgressiva sexualitat femenina, encara que heterosexual. Als Estats Units The Well of Loneliness va sobreviure a reptes jurídics en Nova York i la Cort de Duanes. Un examen més profund de moltes novel·les clàssiques i textos revela l'existència de personatges de perfil lèsbic.

## Treballs rellevants
- The Well of Loneliness, Radclyffe Hall (1928)
- Spring Fire, Vin Packer (1952)
- Chocolates for Breakfast, Pamela Moore (1957)
- The Beebo Brinker Chronicles, Ann Bannon (1957–1962)
- Desert of the Heart, Jane Rule (1964)
- Patience & Sarah, Isabel Miller (1971)
- Rubyfruit Jungle, Rita Mae Brown (1973)
- The Swashbuckler, Lee Lynch (1983)
- Oranges Are Not the Only Fruit, Jeanette Winterson (1985)
- Memory Board, Jane Rule (1985)
- La passió segons Renée Vivien, Maria-Mercè Marçal (1994)
- Sweet Bitter Love, Rita Schiano (1997)
- Tipping the Velvet, Sarah Waters (1998)
- Fingersmith, Sarah Waters (2002)

## Autors destacats (alfabèticament)
| - Sarah Aldridge - Ann Bannon - Rita Mae Brown - Emma Donoghue - Sarah Dreher - Katherine V. Forrest | - Nancy Garden - Radclyffe Hall - Karin Kallmaker - Lee Lynch - Maria-Mercè Marçal | - Val McDermid - Julie Anne Peters - Jane Rule - Sarah Waters - Jeanette Winterson |